# Eric Ries
Eric Ries (22 de septiembre de 1978) es un empresario estadounidense, bloguero y autor de The Lean Startup, un libro sobre el movimiento Lean Startup. También es autor de The Startup Way, un libro sobre gestión empresarial moderna.
Mientras estuvo en Yale, fue cofundador de Catalyst Recruiting, un foro en línea para estudiantes universitarios para establecer contactos con posibles empleadores. Tomó un permiso de ausencia para perseguir a Catalyst Recruiting, pero la compañía pronto se retiró.

## Lean Startup
Ries se unió a la firma de capital de riesgo Kleiner Perkins como asesor de riesgo, y seis meses después comenzó a asesorar a nuevas empresas de forma independiente. Basado en sus experiencias, desarrolló una metodología basada en principios de gestión seleccionados para ayudar a las nuevas empresas a tener éxito. La metodología Lean Startup se origina en una combinación de ideas como la fabricación Lean, que busca aumentar las prácticas de creación de valor y eliminar las prácticas innecesarias. También está influida por la metodología de desarrollo de clientes de Steve Blank.
En 2008, Ries comenzó a documentar la metodología lean startup en su blog con una publicación titulada "The lean startup".
Tim O'Reilly lo invitó a hablar en la Web 2.0 Expo y le ofrecieron un puesto como empresario en residencia en la Harvard Business School. Ries comenzó a dedicar todo su tiempo al movimiento Lean Startup, y ofreció conferencias, charlas, entradas de blog y se desempeñó como asesor de empresas.
En 2015, lanzó The Leader's Guide, una versión del plan de estudios utilizado en su trabajo de consultoría, exclusivamente a través de Kickstarter, recaudando 588,903 dólares para su publicación. En octubre de 2017, publicó un libro de seguimiento, The Startup Way, que muestra la aplicación de los principios empresariales en entornos corporativos más grandes. Las ventas de The Startup Way no fueron tan fuertes como las del libro anterior de Ries, The Lean Startup.